# Stella. Ein Leben.
Stella. Ein Leben. (internationaler Titel: Stella. A Life., Arbeitstitel: Last Song for Stella) ist ein deutscher Spielfilm von Kilian Riedhof. Das Historiendrama  basiert auf der Lebensgeschichte von Stella Goldschlag (1922–1994), einer deutschen Jüdin, die während des Zweiten Weltkriegs als Denunziantin für die Gestapo arbeitete und untergetauchte Juden aufspürte. Die Titelrolle übernahm Paula Beer.
Premiere war im September 2023 am Zurich Film Festival. Der bundesweite Kinostart erfolgte am 25. Januar 2024.
Produziert wurde Stella. Ein Leben. von der Letterbox Filmproduktion in Koproduktion mit SevenPictures, Real Film Berlin, Amalia Film, Dor Film, Lago Film, Gretchenfilm Filmproduktion, DCM, Contrast Film Zürich und Blue Entertainment. Im August 2024 wurde bekannt, dass der Film für die "Oscar"-Verleihung 2025 für den besten internationalen Film eingereicht wird.

## Handlung
Die junge Stella Goldschlag wächst während der NS-Diktatur in Berlin auf. Die attraktive Blondine ist der Schwarm aller Mitschüler an ihrer jüdischen Schule. Sie träumt von einer Karriere als Jazz-Sängerin. Als sie 1943 mit ihren Eltern Toni und Gerd untertauchen muss, verwandelt sich ihr Leben in eine Tragödie. Die Familie wird verraten und von der Gestapo gefasst. Stella wird daraufhin gefoltert. Um sich und ihre Eltern vor der Deportation ins KZ Auschwitz zu retten, beginnt sie, als „Greiferin“ systematisch andere Juden zu verraten. Von September 1943 bis Ende des Zweiten Weltkriegs liefert Stella hunderte Juden an die Gestapo aus.

## Hintergrund

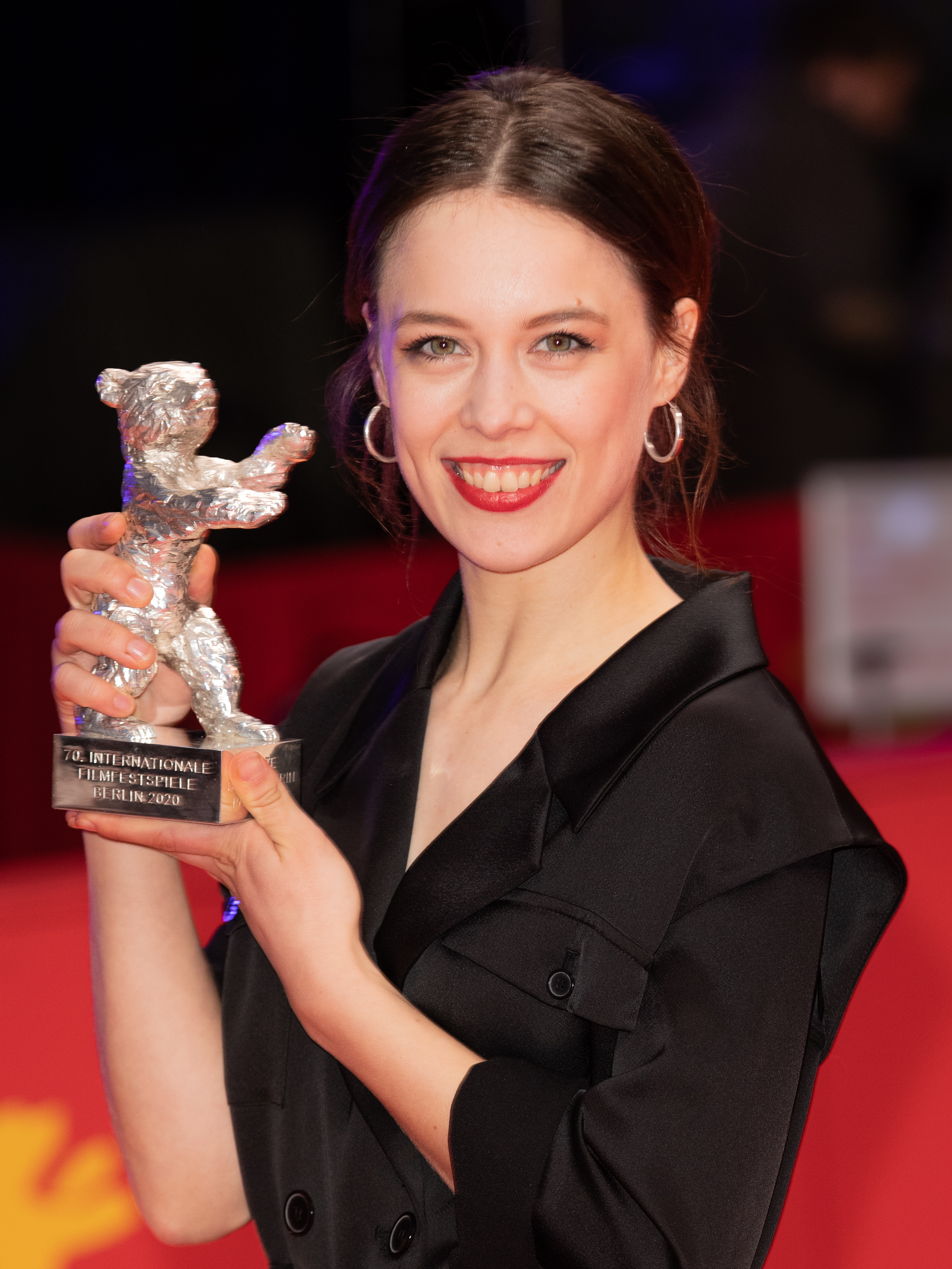
Schauspielerin Paula Beer übernahm die Rolle der Stella Goldschlag

Für Kilian Riedhof ist Stella. Ein Leben. der sechste realisierte Spielfilm als Filmregisseur. Das Drehbuch verfasste er gemeinsam mit Marc Blöbaum und Jan Braren basierend auf dem Leben Stella Goldschlags (1922–1994). Mit beiden arbeitet er seit 2011 an Filmstoffen zusammen, zuletzt an seinem französischsprachigen Kinofilm Meinen Hass bekommt ihr nicht (2022). Riedhof faszinierte Goldschlags Geschichte aufgrund ihrer Komplexität. „Stella ist Täterin aber eben auch Opfer und entzieht sich jeder einfachen Schwarz-Weiß-Zuschreibung“, so Riedhof. „Stella ist eine junge, moderne Frau, wie sie es heute auch geben könnte. Sie träumt von einer strahlenden Karriere, sucht nach ihrer Bestimmung in der Welt. Eine Hedonistin, aber mit einer ethischen Unschärfe, die unter den Bedingungen des sogenannten Dritten Reichs verhängnisvolle Konsequenzen hat. Wie diese zunächst unschuldige Frau zu einer Täterin wird, hat uns nicht mehr losgelassen.“ Der Film sollte radikal aus der Perspektive der Titelfigur berichten. Das Skript basierte auf eigenen Recherchen der beiden Gerichtsprozesse gegen Goldschlag in den Jahren 1946 und 1957. Dabei hielten sich Riedhof, Blöbaum und Braren minutiös an die zeitliche Abfolge der Geschehnisse und an eine „größtmögliche historische Genauigkeit“. „Jeder spekulative oder bewusst fiktionalisierende Moment würde der Authentizität von Stellas Charakter Abbruch tun und damit auch der Einordnung ihres Verbrechens. Verwässert man den belegbaren Gehalt bei einer so brisanten Geschichte, wäre das historisch verantwortungslos“, so Riedhof. Stella. Ein Leben. sollte „ausschnitthaft, subjektiv und unmittelbar sein“ und ein Zeichen setzen. „In Zeiten des aufkommenden Rechtsradikalismus sind wir gezwungen, uns in unserer Haltung zu hinterfragen und klar zur Menschlichkeit zu bekennen. Vermeiden wir dies, kann das fatale Folgen für uns haben. Stellas Geschichte sollte uns hierfür Warnung sein“, so der Regisseur.
Literarisch aufgearbeitet worden war der Fall zuvor im Jahr 1992, als mit Peter Wyden ein einstiger Mitschüler Goldschlags das Buch Stella veröffentlichte. Es basierte nicht nur auf seinen Erinnerungen, sondern auch auf Gesprächen mit Goldschlag sowie über 150 weiteren Zeitzeugen. Der Titel wurde wiederholt neuaufgelegt. Goldschlag war auch Hauptfigur in einem preisgekrönten Stück der Neuköllner Oper in Berlin (Stella – Das blonde Gespenst vom Kurfürstendamm, 2016). Eine heftige Debatte hatte dagegen 2019 die Veröffentlichung des Romans Stella von Takis Würger nach sich gezogen. Es wurde kritisch die Verantwortung des Autors hinterfragt, „eine historische Figur zu gestalten, um die zugeneigte, zuweilen verkitschte Sicht auf eine dubiose Frau“ aufzuzeigen.
Das Filmprojekt wurde im Juni 2019 der Öffentlichkeit bekannt, damals noch unter dem Arbeitstitel Last Song for Stella. Bereits zu Beginn stand die Mitwirkung der deutschen Schauspielerin Paula Beer in der Hauptrolle sowie des Kameramanns Benedict Neuenfels fest. Mit Neuenfels hatte Riedhof bereits an den preisgekrönten Fernsehproduktionen Homevideo (2011) und Der Fall Barschel (2016) zusammengearbeitet. Die Produktionskosten des Kinofilms wurden zur damaligen Zeit auf mehr als acht Millionen Euro beziffert. Komponist Peter Hinderthür sollte Jazz-Titel der 1930er- und 1940er-Jahre mit einer Filmmusik kombinieren, die die Innenwelt von Stella widerspiegle.
Die Dreharbeiten fanden von September bis November 2021 in Berlin, Hamburg, Bayern, Wien und Nordrhein-Westfalen statt.

## Veröffentlichung
Stella. Ein Leben. wurde am 25. Januar 2024 in den deutschen Kinos veröffentlicht. Den Verleih übernimmt Majestic Film, während sich für den Weltvertrieb Global Screen verantwortlich zeichnet.

## Auszeichnungen
Beim 27. Filmfestival Málaga im Jahr 2024 wurde der Film in der Kategorie „Mosaico: Panorama Internacional“ mit dem „Silver Biznaga Audience Award“ ausgezeichnet.